# Entodon longisetus
Entodon longisetus là một loài rêu trong họ Entodontaceae. Loài này được Hook. Mitt. mô tả khoa học đầu tiên năm 1869.